# Robert Ainslie
Pour les articles homonymes, voir Ainslie.
Robert Ainslie, 1er baronnet, né vers 1730 et mort le 21 juillet 1812 était un diplomate et homme politique britannique d'origine écossaise.

## Biographie
En 1775, il fut nommé ambassadeur de Grande-Bretagne auprès de l'Empire ottoman. Il passa près de 16 ans à Constantinople. Il profita de son séjour en Orient pour assembler une importante collection numismatique. Il engagea aussi le peintre Luigi Mayer qui réalisa pour lui des vues de la région.
À son retour en 1796, il acheta le siège du bourg pourri de Milborne Port dans le Somerset. Il resta au Parlement de Grande-Bretagne jusqu'en 1802. Il fut fait baronnet Ainslie en 1804.